# Santo Antônio Esporte Clube
Santo Antônio Esporte Clube é uma agremiação esportiva da cidade de Santo Antônio de Leverger, Mato Grosso. O clube retornou as atividades em 2013, porém ainda não conseguiu se refiliar.

## História
O clube disputou o Campeonato Mato-Grossense de Futebol entre 1955 e 1959. O clube foi campeão do Campeonato Mato-Grossense da Terceira Divisão de 1997.

## Estatísticas

### Participações
| Competição  | Competição                      | Temporadas | Melhor campanha            | Estreia | Última | P | R |
| Mato Grosso | Campeonato Mato-Grossense       | 5          | Desconhecido (Cinco vezes) | 1955    | 1959   | – | – |
| Mato Grosso | Mato-Grossense Terceira Divisão | 3          | Campeão (1997)             | 1997    | 2003   | – | – |